# Frasso Sabino
Frasso Sabino é uma comuna italiana da região do Lácio, província de Rieti, com cerca de 632 habitantes. Estende-se por uma área de 4 km², tendo uma densidade populacional de 158 hab/km². Faz fronteira com Casaprota, Monteleone Sabino, Poggio Moiano, Poggio Nativo, Poggio San Lorenzo.

## Demografia
| Variação demográfica do município entre 1861 e 2011                               |
|                                                                                   |
| Fonte: Istituto Nazionale di Statistica (ISTAT) - Elaboração gráfica da Wikipedia |